# Örå revir
Örå revir var ett skogsförvaltningsområde inom Umeå överjägmästardistrikt, Västerbottens län, som omfattade Örträsks socken samt vissa kring Öre älv belägna delar av Lycksele socken. Reviret, som var indelat i tre bevakningstrakter, omfattade 36 511 hektar allmänna skogar (1920), varav 15 kronoparker med en areal av 35 343 hektar.